# Dischistodus prosopotaenia
Dischistodus prosopotaenia är en fiskart som först beskrevs av Pieter Bleeker 1852.  Dischistodus prosopotaenia ingår i släktet Dischistodus och familjen Pomacentridae. Inga underarter finns listade i Catalogue of Life.